# عبد الرحمن كرم
عبد الرحمن كرم (4 ديسمبر 1999) هو لاعب كرة قدم كويتي، لعب مهاجمًا في النادي العربي ومنتخب الكويت لكرة القدم.

## مسيرته في الأندية الرياضية

### نادي كاظمة
خاض عبد الرحمن أولى مبارياته مع فريق نادي كاظمة الأول في مركز الجناح الأيمن بموسم 2019-2020. شارك مع الفريق الأول وفريق تحت 21 سنة. وبعد عامين انتهى عقده ولم يجدده.

### النادي العربي
وقع كلٌّ من عبد الرحمن وعلي عبد الرسول في 2021 عقدًا لمدة خمس سنوات مع النادي العربي. لعب بشكل أساسي في مركز الظهير الأيمن، مع تغييره لمراكز اللعب طوال الموسم. أُصيب عبد الرحمن بتمزق في الرباط الصليبي الأمامي خلال موسم 2023-2024. شارك في بطولتي دوري أبطال آسيا 2 ودوري التحدي الآسيوي.

## مع المنتخب الوطني
استُدعى عبد الرحمن لأول مرة للمشاركة مع المنتخب الوطني الكويتي عام 2023 وذلك في مباراة ودية ضد منتخب الفلبين في 24 مارس 2023.

## الإنجازات

### النادي العربي
- كأس ولي العهد: 2021–22، 2022–23.
- كأس السوبر الكويتي: 2021.